# The Dark Horse (film 1932)
The Dark Horse è un film del 1932 diretto da Alfred E. Green e interpretato da Warren William, Bette Davis e Guy Kibbee. Il produttore Darryl F. Zanuck firmò sotto pseudonimo il soggetto del film.

## Trama
Alla convention del partito progressista, i convenuti si trovano in una posizione di stallo, non riuscendo a mettersi d'accordo sul nome del candidato. Per sbrogliare la situazione, viene scelto un outsider, tale Zachary Hicks, il quale però ha scarsissime chance di prevalere sul suo avversario del partito conservatore. La segretaria, Kay Russell, suggerisce di prendere come coordinatore della campagna elettorale il suo fidanzato, Hal S. Blake. La proposta viene accettata ma si scopre presto che Hal è in carcere, dove si trova per non aver pagato gli alimenti alla sua ex moglie. Rilasciato su cauzione, si mette subito al lavoro: ma Hicks è talmente negato, che lui gli impone di rispondere alle domande solo con un "beh, sì, e di nuovo, no". Dovendo scrivergli un discorso, Hal pensa di utilizzarne uno di Lincoln ma, quando il candidato dei conservatori usa proprio lo stesso discorso, Hal salta sul palco, accusandolo di plagio.
Durante la campagna elettorale, appare Marybelle, l'ex moglie di Hal, venuta ad esigere il pagamento degli alimenti. La donna colpisce Hicks che, per ingraziarsela, la conduce da Hal, il quale, invece, aveva cercato di evitarla. Giocoforza, è costretto a trovare il denaro che gli serve per tacitare Marybelle. Ma lei è talmente adirata che, quando il manager del partito conservatore la avvicina, proponendole di mettere nei guai Hicks, lei acconsente. Poco prima delle elezioni, Hal scopre che Hicks è andato insieme a Marybelle in uno stato vicino, dove i due stanno giocando a strip poker. Appena in tempo, Hal riesce ad allontanare Hicks, evitando che venga sorpreso in flagrante dai membri del partito conservatore che gli hanno teso quella trappola. Sarà però proprio lui a caderci, quando lo trovano insieme a Marybelle in una situazione compromettente. Minacciato di essere arrestato per aver infranto la legge Mann che vietava di portare in un altro stato "donne o ragazze con fini immorali", si trova costretto a risposare l'ex moglie. La cosa fa infuriare Kay che aveva appena ricevuto la proposta di matrimonio di Hal. Lui, però, le spiega di aver accettato un nuovo lavoro in Nevada e così potrà andare a Reno per divorziare senza dover versare altri alimenti.

## Produzione
Il film fu prodotto dalla First National Pictures.

## Distribuzione
Distribuito dalla Warner Bros., il film fu presentato in prima a New York l'8 giugno 1932 per uscire nelle sale il 16 dello stesso mese. In Brasile, venne ribattezzato con il titolo Surpresas Convencionais.